# Hélder Prista Monteiro
Hélder Prista Monteiro (Lisboa, 1922 - Lisboa, 1 de Novembro de 1994) foi um escritor português.

## Biografia e obra
Nasceu em Lisboa, no Bairro do Alto de Santo Amaro. 
Formou-se médico pneumologista mas se consagrou a sua carreira literária ao teatro. Normalmente inserida no teatro do absurdo, sob a influência de Ionesco, Harold Pinter, Beckett, a obra de Prista Monteiro releva essencialmente de um implícito apelo à transformação social e das relações humanas, mostrando frequentemente como um simples objecto (uma bengala, um colete de xadrez, uma caixa de esmolas, uma chávena), desejado, ostentado ou perdido, pode ser a pedra-de-toque para pôr em causa o artificial equilíbrio social, lançando as personagens num processo de degradação que culminará numa trágica derrocada.
Numa harmonização entre conteúdo e forma, visível no desenho e evolução das personagens ou na perfeição da construção, a obra de Prista Monteiro tem como fulcro aquilo que Luzia Maria Martins  chama o verdadeiro vanguardismo, isto é, a capacidade de renovação e experimentação, de peça para peça, ao nível dos recursos linguísticos, temáticos e compositivos.

## Obras
- Os Imortais (1959, publicado em 1968);
- Folguedo do Rei Coxo (1961);
- A Rebeca, O meio da ponte, O anfiteatro (1970);
- A Bengala (1960, publicada em 1971);
- O Candidato (1972);
- Não é proibido morrer (1973) - conto;
- Os Faustos (1979);
- A Caixa (1980);
- O Fio (1980);
- A Vila (1984);
- Não é preciso ir a Houston (1986);
- O mito (1988);
- Naturalmente! Sempre! (1988);
- De Graus (1989);
- Auto dos Funâmbulos (1994).